# Wilhelm Ritter von Schramm
Wilhelm Schramm, seit 1917 Ritter von Schramm (* 20. April 1898 in Hersbruck; † 27. Dezember 1983 in Prien am Chiemsee) war ein deutscher Offizier, Journalist und Militärschriftsteller.

## Leben

### Familie

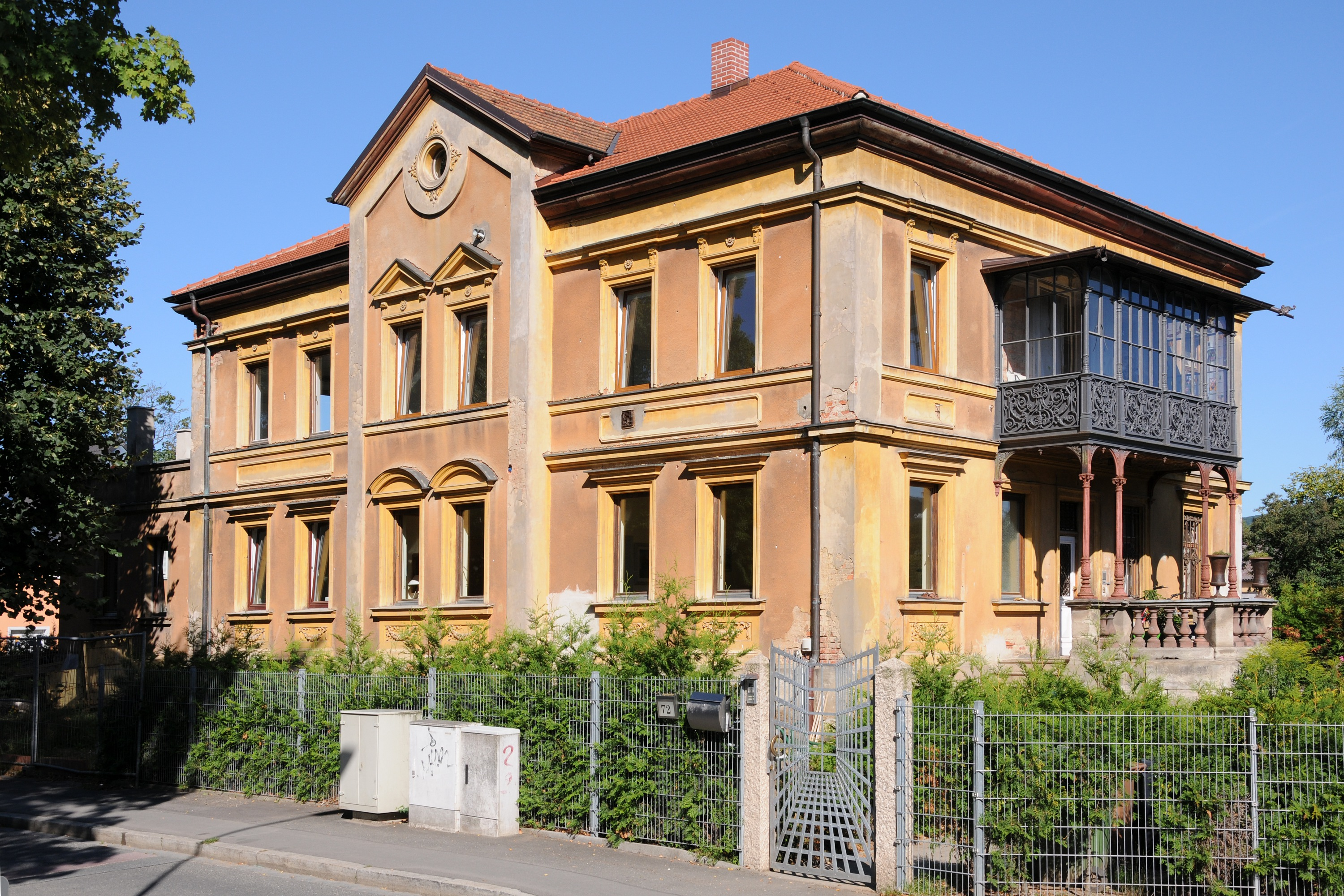
Geburtshaus von Wilhelm Schramm in der Hersbrucker Ostbahnstraße

Er war der Sohn des Hopfenkaufmanns Georg Schramm und dessen Ehefrau Anna, geborene Wagner. Schramm war zwei Mal verheiratet. Nach dem Tod seiner ersten Ehefrau im Dezember 1945 heiratete er eine geborene von Jeinsen. Er hatte drei Töchter.

### Bayerische Armee
Nachdem er zunächst eine Schule in Hersbruck besucht hatte, legte Schramm am Neuen Gymnasium Nürnberg sein Notabitur ab und trat während des Ersten Weltkriegs am 24. Januar 1915 als Fahnenjunker in das Ersatzbataillon des 4. Infanterie-Regiments „König Wilhelm von Württemberg“ der Bayerischen Armee in Metz ein. Am 12. August 1915 wurde Schramm zum Leutnant befördert und kämpfte mit dem Regiment an der Westfront bei Les Éparges und auf den Maashöhen. Anfang 1916 kam er vor Verdun und ab Mitte des Jahres an der Somme zum Einsatz. Ende August 1916 wurde Schramm kurzzeitig als Verbindungsoffizier beim Stab der 14. Infanterie-Division verwendet, ehe er Mitte September 1916 als Führer die 5. Kompanie seines Regiments übernahm. Nach Kämpfen an der Siegfriedstellung verlegte Schramm mit seinem Regiment an die Ostfront und nahm hier an den Kämpfen an der oberen Schtschara-Serwetsch, der Abwehrschlacht bei Serwetsch-Krewo und dem Stellungskrieg am oberen Styr-Stochaod teil. Für seine Leistungen während der Kämpfe am Kleinen Jägel bei der Schlacht um Riga wurde Schramm am 2. September 1917 mit dem Ritterkreuz des Militär-Max-Joseph-Ordens beliehen. Er hatte nach eigener Erkundung seine als Reserve zurückgehaltene Kompanie gegen die Russen geführt und sicherte somit den erfolgreichen Übergang seines Regiments über den Fluss. Außerdem gelang es ihm bei lediglich zwei eigenen Verwundeten, noch 150 Gefangene sowie drei Maschinengewehre als Beute einzubringen. Mit der Verleihung der höchsten Tapferkeitsauszeichnung des Königreiches Bayern war die Erhebung in den persönlichen Adel verbunden, und er durfte sich nach Eintragung in die Adelsmatrikel Ritter von Schramm nennen.
In der Folge führte Schramm seine Kompanie bei Üxküll über die Düna, machte die Kämpfe am Kleinen und Großen Jägel mit, war bei der Erstürmung des Brückenkopfes von Jakobstadt sowie den Stellungskämpfen vor Kreutzburg, Kokenhusen und am Sereth.
Nach dem Waffenstillstand an der Ostfront wurde Schramm im Dezember 1917 mit seinem Regiment wieder in den Westen verlegt und kam in die Gegend östlich von Reims. Durch einen Halssteckschuss wurde er am 4. Oktober 1918 während der Kämpfe an der Avre schwer verwundet und verbrachte die letzten Wochen vor dem Kriegsende im Lazarett. Diese Verwundung zwang ihn, am 1. Juli 1919 aus dem aktiven Dienst auszuscheiden. Neben dem Militär-Max-Joseph-Orden war Schramm mit beiden Klassen des Eisernen Kreuzes sowie dem Militärverdienstorden ausgezeichnet worden.

### Journalist, Nachrichtenoffizier der Wehrmacht und Militärhistoriker
Nach seiner Verabschiedung aus dem Militärdienst absolvierte Schramm ein Studium der Germanistik und Geschichte an den Universitäten Erlangen-Nürnberg und München und promovierte mit einer Arbeit zu Jean Paul 1922 zum Dr. phil. Von 1924 bis zu seiner Entlassung 1933 war er als Kulturredakteur bei den Münchner Neuesten Nachrichten, ab 1930 als Korrespondent in Berlin tätig. Zu Ernst Jüngers 1930 erschienenem Sammelband Krieg und Krieger steuerte Schramm einen Aufsatz bei. Von 1935 bis 1937 leitete er den Arcadia-Verlag im Hause Ullstein. Ab 1937 war Schramm Hauptschriftleiter der im Deutschen Verlag, vormals Ullstein, erschienenen Zeitschrift Deutsche Infanterie.
Zu Beginn des Zweiten Weltkriegs wurde Schramm zum Heer der Wehrmacht reaktiviert und zunächst als Ordonnanzoffizier eingesetzt. Dann folgten Verwendungen in der Propagandaabteilung des Oberkommandos der Wehrmacht und als sogenannter Höherer Berichter in Generalstäben in Frankreich und der Sowjetunion. Ab September 1944 war Schramm mit der Abfassung des Wehrmachtberichts beauftragt.
Nach dem Zweiten Weltkrieg war Schramm bis 1946 Pressechef der Evangelischen Hilfe, dann arbeitete er als freier Schriftsteller. Seit 1957 war Schramm bei der Bundeswehr als Referent im Wehrbereichskommando VI München und Lehrbeauftragter an der Hochschule für politische Wissenschaften tätig. Seit 1961 hatte er den Dienstgrad als Major der Reserve.
In seine militärhistorischen Bücher ließ Schramm vielfach seine persönlichen Kriegserfahrungen und Mitteilungen aus seinem Bekanntenkreis einfließen, oft von Militärpersonen höherer Ränge, unter anderen Albert Praun. Sein Hauptinteresse galt der Rolle der Nachrichtendienste im Zweiten Weltkrieg.
Gegen Ende seines Lebens wurde von Schramm Mitglied des Pegnesischen Blumenordens. Er war zudem seit 1973 Ehrenmitglied der Clausewitz-Gesellschaft. Außerdem ist in seiner Geburtsstadt die Ritter-von-Schramm-Straße nach ihm benannt.
Schramm wurde am 31. Dezember 1983 auf dem Friedhof von Prien am Chiemsee beigesetzt.

## Werke (Auswahl)
- Ueber die Träume und Traumdichtungen bei Jean Paul, Philos. Diss. Universität München 1922 (vom 21. Juli 1922)
- Schöpferische Kritik des Krieges In: Ernst Jünger (Hrsg.): Krieg und Krieger. Junker und Dünnhaupt, Berlin 1930.
- Radikale Politik. Die Welt diesseits und jenseits des Bolschewismus. Duncker & Humblot, München 1932.
- Die roten Tage. Roman aus der Münchener Rätezeit. Kösel & Pustet, München 1932.
- Rommel: Schicksal eines Deutschen Dom-Verlag, München 1949.
- Der 20. Juli in Paris Bad Wörishofen 1953.
- Staatskunst und bewaffnete Macht Isar-Verlag, München 1957.
- Aufstand der Generale. Der 20. Juli in Paris. Kindler, München 1964.
- Beck und Goerdeler: Gemeinschaftsdokumente für den Frieden 1941–1944 G. Müller, München 1964, (Herausgabe und Einleitung)
- Verrat im Zweiten Weltkrieg Econ, Düsseldorf 1967.
- Geheimdienst in Europa 1937–1945 Langen Müller, München 1974, ISBN 3-7844-1534-2.
- Geheimdienst im Zweiten Weltkrieg. Organisationen, Methoden, Erfolge. Langen Müller, München 1974, ISBN 3-7844-1772-8.
- Clausewitz. Leben und Werk Bechtle, Esslingen 1976, ISBN 3-7628-0370-6.
- Die Bücherkiste. Das literarische München 1919–1924. Langen Müller, München 1979, ISBN 3-7844-1750-7.

Eine Ausgabe von Carl von Clausewitz’ Hauptwerk Vom Kriege, durch von Schramm mitbearbeitet und herausgegeben, erschien in vielen Auflagen im Rowohlt Verlag (ISBN 3-499-45138-7).